# Nothofidonia irregularis
Nothofidonia irregularis är en fjärilsart som beskrevs av Louis Beethoven Prout 1915. Nothofidonia irregularis ingår i släktet Nothofidonia och familjen mätare. Inga underarter finns listade i Catalogue of Life.